# Lupi petama,....
Lupi petama,.... osmi je studijski album Prljavog kazališta. Album je istog stila kao i Buđenje Parnog valjka. Album je napravljen s domoljubnom tematikom pjesama. Ukupno trajanje: 34:52.

## Popis pjesama
1. Lupi petama... (reci evo sve za Hrvatsku) (5:16)
2. Pet dana ratujem (subotom se zaljubljujem) (4:05)
3. Kao ja da poludiš (3:13)
4. Tu noć kad si se udavala (5:50)
5. Beznadni slučaj (3:13)
6. Kiše jesenje (3:42)
7. Ptico malena (5:47)
8. Uzalud vam trud svirači (3:46)
9. Lupi petama... (odjavna verzija) (0:40)

## Izvođači
- ritam gitara - Jasenko Houra
- vokal - Mladen Bodalec
- solo gitara - Damir Lipošek
- bas gitara - Ninoslav Hrastek
- bubnjevi - Tihomir Fileš
- klavijature - Fedor Boić

## Gosti
- saksofon - Marko Križan
- tamburaški sastav - Tena

## Produkcija
- producent - Prljavo kazalište
- miks - Nenad Zubak
- inženjer zvuka - mr. Rajko Dujmić (vokali), ing. Nenad Zubaki sae Goran Ivas
- snimatelj - Fedor Boić
- dizajn - Petar Šalić
- glazba i tekstovi - Jasenko Houra, osim 3., tekst Ines Prajo